# Быстринское сельское поселение
Быстри́нское се́льское поселе́ние — муниципальное образование в Ульчском районе Хабаровского края Российской Федерации.
Административный центр — посёлок Решающий.

## История
Статус и границы сельского поселения установлены Законом Хабаровского края от 28 июля 2004 года № 208 «О наделении посёлковых, сельских муниципальных образований статусом городского, сельского поселения и об установлении их границ».

## Население
| 2010 | 2011 | 2012 | 2013 | 2014 | 2015 | 2016 |
| ---- | ---- | ---- | ---- | ---- | ---- | ---- |
| 497  | ↘494 | ↘486 | ↘468 | ↘459 | ↘446 | ↘431 |
| 2017 | 2018 | 2020 | 2021 |      |      |      |
| ↘420 | ↘414 | ↘386 | ↘292 |      |      |      |

## Состав сельского поселения
| № | Населённый пункт | Тип населённого пункта          | Население |
| - | ---------------- | ------------------------------- | --------- |
| 1 | Быстринск        | посёлок                         | ↘151      |
| 2 | Решающий         | посёлок, административный центр | ↘141      |